# Акімбетова Гайша Мустафинівна
Гайша Мустафинівна Акімбетова (19 вересня 1930, с. Бурангулово) — радянська колгоспниця, керівник виконкому Кідрячевської сільської ради Давлекановського району Башкирської АРСР, депутат Верховної ради СРСР VIII скликання. Делегат XXIII і XXIV з'їздів КПРС.

## Біографія
Гайша Акімбетова народилася 19 вересня 1930 року в селі Бурангулово Давлекановського району Башкирської АРСР. За національністю башкирка. Отримала неповну середню освіту. Трудову діяльність розпочала в колгоспі «Бурангул». У 1953-1958 роках працювала в колгоспі «Асиликуль». За свою працьовитість і відповідальність обрана депутатом виконкому Кідрячевської сільської ради Давлекановського району. У 1961 році стала головою виконкому Кідрячевської сільської ради. На цій посаді приділяла увагу соціально-культурному будівництву та благоустрою населених пунктів.
У 1963 році вступила в КПРС. У 1966 році обрана делегатом XXIII з'їзду КПРС. У 1970 році обрана депутатом Ради національностей Верховної Ради СРСР VIII скликання від Уфимського сільського виборчого округу № 505 Башкирської АРСР. Брала участь в XXIV з'їзді КПРС як делегат Верховної Ради СРСР. Була членом Мандатної комісії Ради Національностей. Виступала з промовою на IV сесії Верховної Ради СРСР. Брала участь в розгляді проекту закону про статус депутата.

## Нагороди
- Орден «Знак Пошани»
- Медаль «За сумлінну працю»
- Медаль «За зразкову працю»
- Медаль «Ветеран праці»
- Почесні грамоти уряду
- Звання «Почесний громадянин міста Давлеканово і Давлекановського району»